# قلعه جایدر
قلعه جایدر مربوط به دوره ساسانیان است و در شهرستان دالاهو، بخش مرکزی، دهستان بان زرده، حاشیه غربی روستای زردهٔ پایین واقع شده و این اثر در تاریخ ۲۶ اسفند ۱۳۸۶ با شمارهٔ ثبت ۲۱۷۹۸ به‌عنوان یکی از آثار ملی ایران به ثبت رسیده است.